# Парк Святого Стівена
53°20′17″ пн. ш. 6°15′33″ зх. д. / 53.338055555556° пн. ш. 6.2591666666667° зх. д.
Парк Святого Стівена ( Сент-Стівенс-Грін )  — садовий сквер і громадський парк, розташований у центрі міста Дублін, Ірландія. Сучасний ландшафт парку був розроблений Вільямом Шеппардом. Парк був офіційно відкритий у вівторок, 27 липня 1880 року лордом Арділауном.   Площа парку Святого Стівена примикає до однієї з головних торгових вулиць Дубліна, Графтон-стріт, і торгового центру, названого на його честь. На інших прилеглих вулицях розташовані офіси низки державних установ, а також зупинка на одній з трамвайних ліній міста Luas. Його часто неофіційно називають Стівенс-Грін. Це найбільший із парків на головних садових площах Дубліна. Інші включають сусідні площі Мерріон і площі Фіцуільям.
Парк має прямокутну форму та оточений вулицями міста, які колись утворювали основні транспортні артерії через центр Дубліна, хоча зміни в управлінні транспортним засобом, запроваджені в 2004 році під час робіт у Луасі , значно зменшили обсяг руху. З чотирьох сторін парк оточують вулиці Сент-Стефанс-Грін Північ, Сент-Стефан-Грін Південь, Сент-Стефан-Грін Схід і Сент-Стефан-Грін Захід.

## Історія

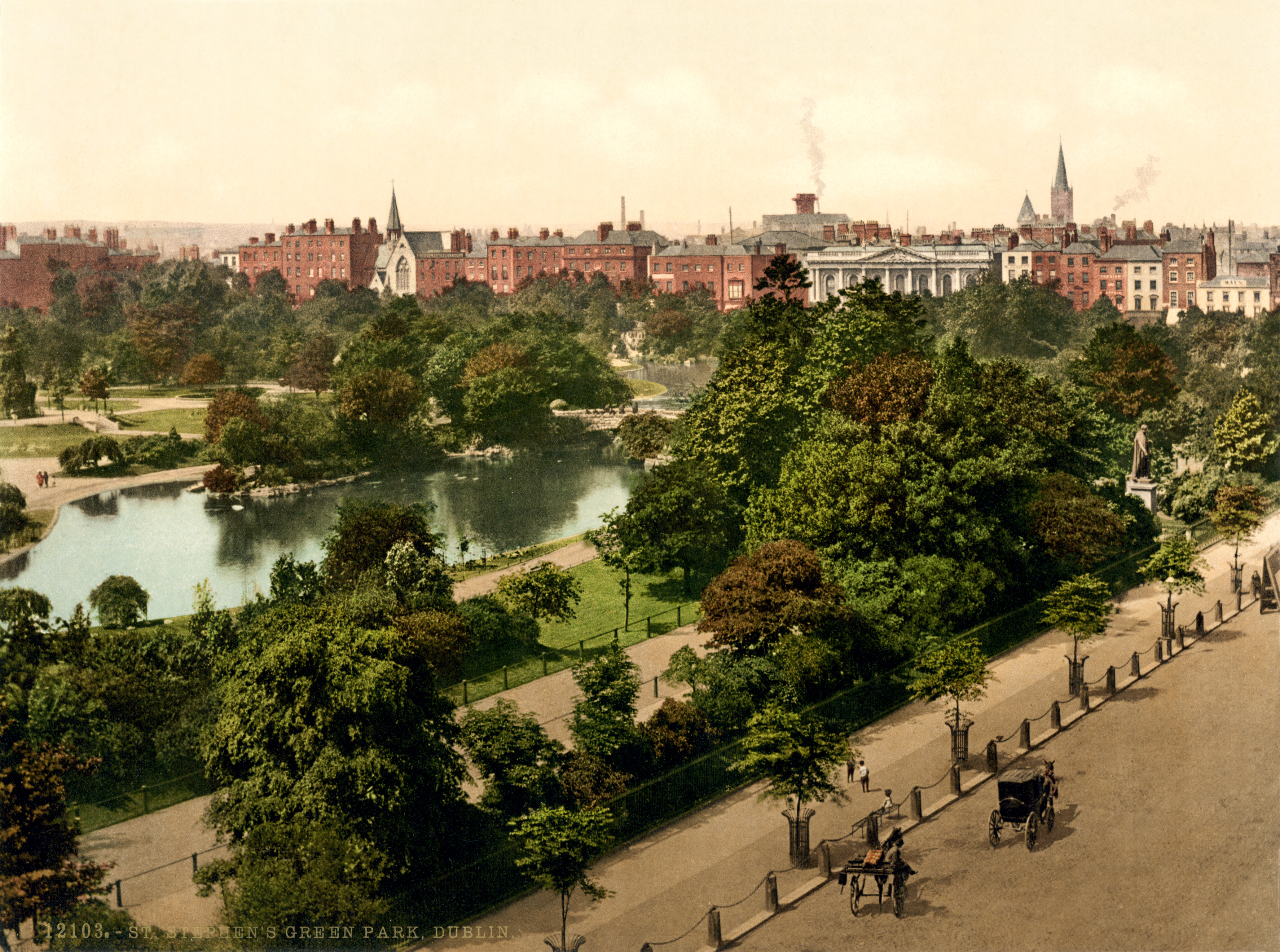
Фотохромний відбиток із зображенням кінця 19 століття

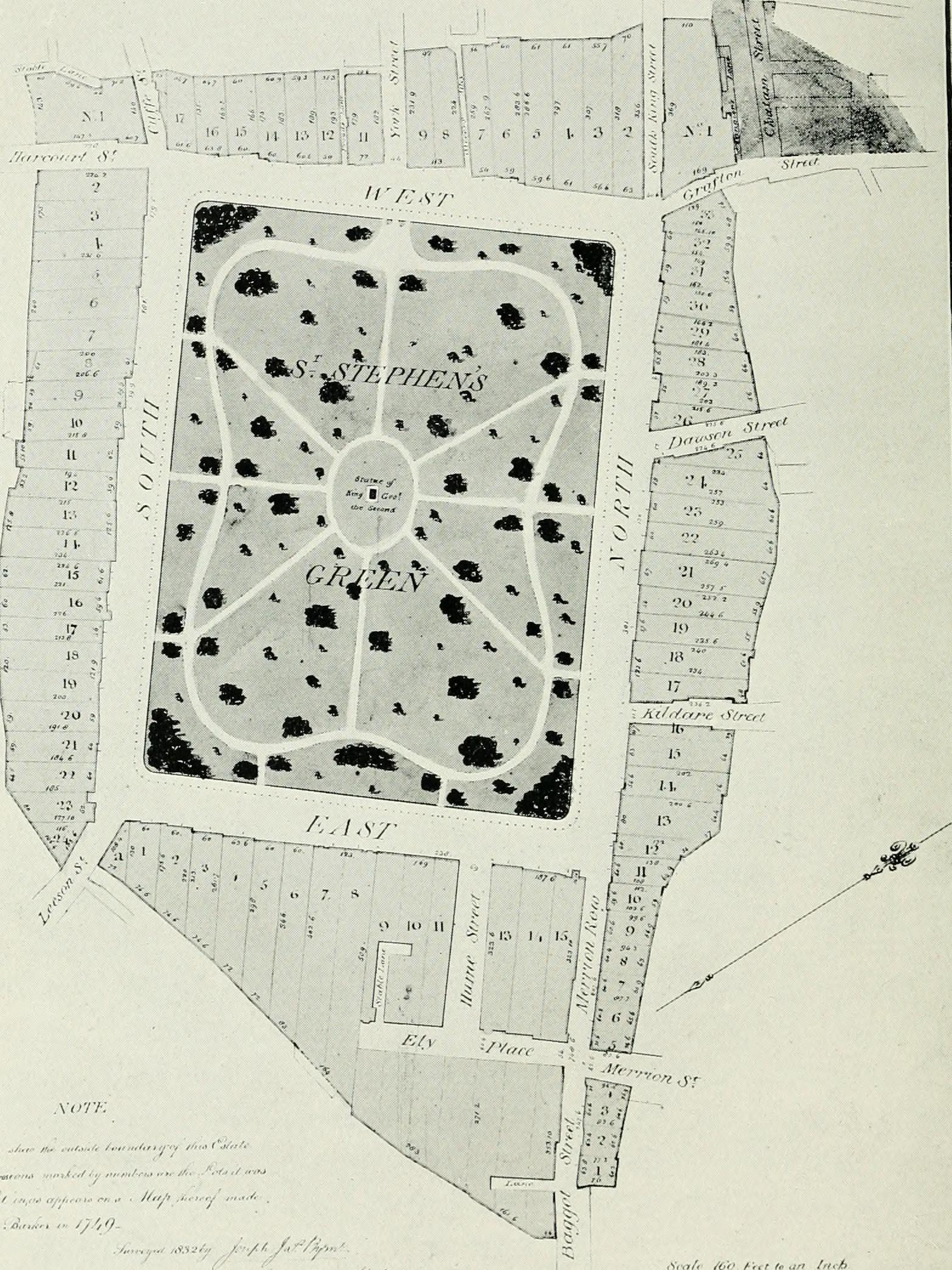
Парк у 1832 році

Асоціація зі святим Стефаном бере свій початок у середньовічній лікарні для прокажених, нині лікарні Мерсера, присвяченій святому Стефану на сусідній Стівен-стріт.  До 1663 року Сент Стівенс Грін Парк був болотистим звичайним місцем на краю Дубліна площею приблизно 60 акрів, який використовувався для випасу худоби. Того року Дублінська корпорація, використовуючи можливість отримати вкрай необхідний дохід, вирішила огородити центр загальної площі і продати землю по периметру під забудову. Територія парку була обстежена Робертом Ньюкоменом, земля була поділена на 96 ділянок із зеленими 27 акрами в центрі. У 1664 році парк був обнесений парканом. Перші орендарі побудували прості двоповерхові будинки, значна частина яких була незабудована на карті 1728 року. Більшу частину сучасного ландшафту площі займають будівлі 18-19 століть. 

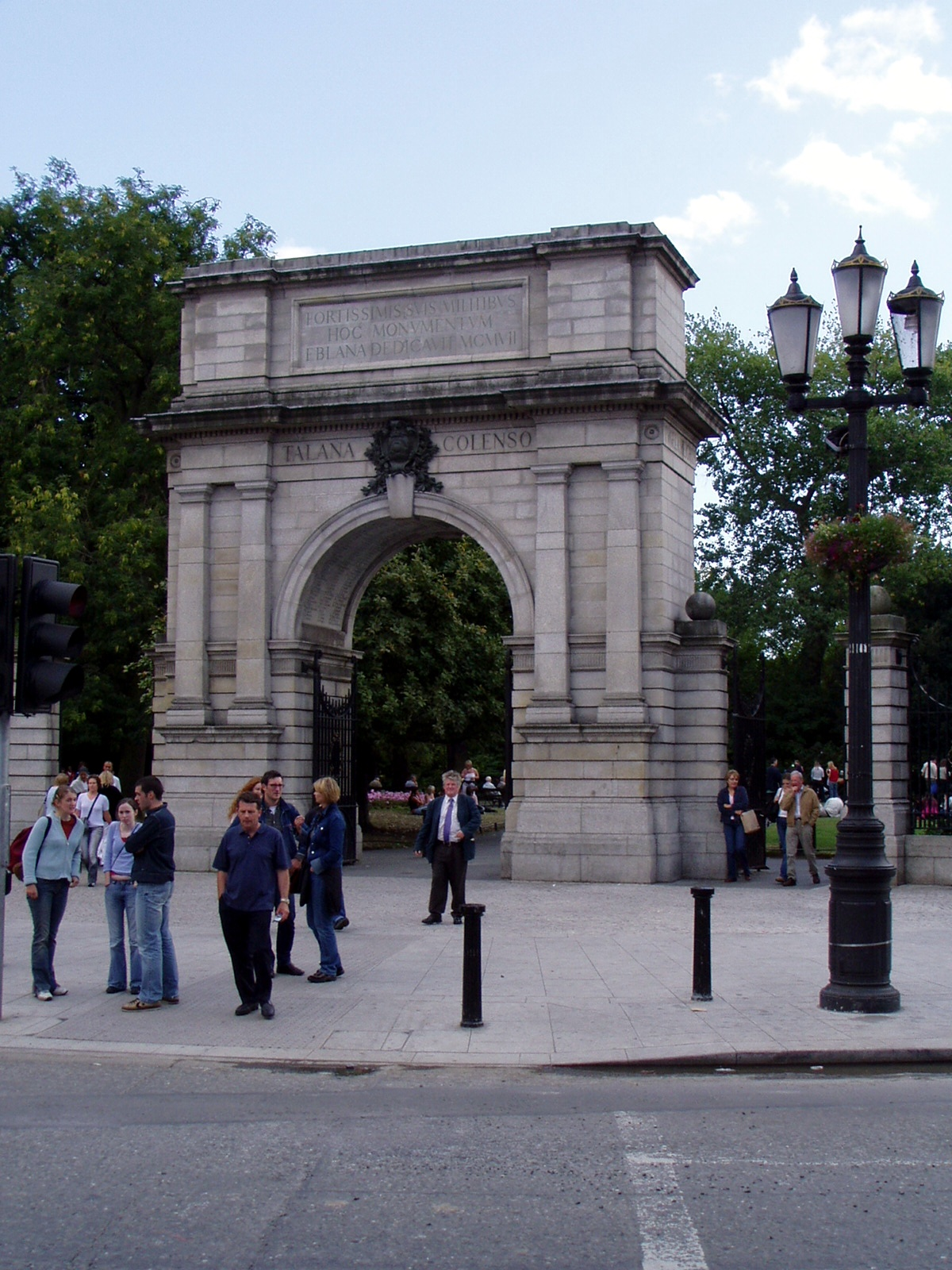
Стрілецька арка, споруджена в 1907 році

Під час Великоднього повстання 1916 року група повстанців, яка складалася переважно з членів ірландської громадянської армії, під командуванням коменданта Майкла Малліна, його заступника Кіта Пула та Констанс Маркевич, заснувала локацію в Сент-Стівенс-Грін.  Представники армії конфіскували автотранспорт для встановлення блокпостів на вулицях, які оточували парк і вирили оборонні позиції в самому парку. Ця стратегія значно відрізнялася від підходу до зайняття посад в будівлях, який використовували в інших місцях міста. Було нерозумно, коли частини британської армії зайняли позиції в готелі «Шелбурн» у північно-східному кутку Сент-Стівенс-Грін, з видом на парк, з якого вони могли легко стріляти в окопи.  Потрапивши у слабке положення, волонтери відійшли до Королівського коледжу хірургів на західній стороні парку.  Під час повстання стрілянина була тимчасово припинена, щоб працівник парку погодував місцевих качок. 

## Парк

### Еволюція дизайну

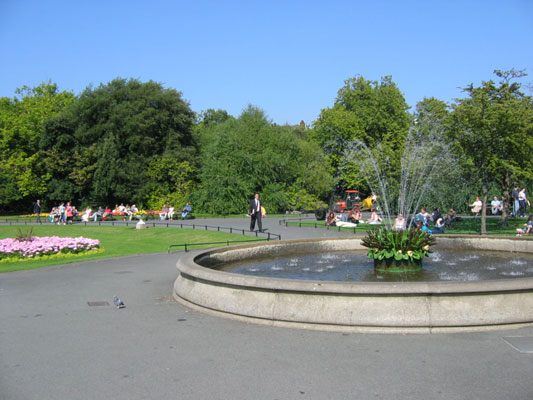
Зелений фонтан Святого Стефана влітку

Озеленення парку зазнало трьох серйозних змін з моменту заснування. Його перша велика зміна відбулася в 1670 році: два ряди лип були висаджені по периметру, які функціонували як його перша огорожа. Заболочений грунт осушували за допомогою канави по периметру.  Під час осушувальних робіт парк був доступний лише для заможних мешканців, які володіли ділянками навколо парку. У 1815 році парк був перепланований дублінським інспектором Артуром Невілом. У своєму редизайні він додав зручні стежини та залізні паркани.

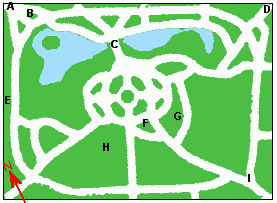
Карта Парку Святого Стівена з деякими ключовими характеристиками: (A) Арка стрілець (B) O'Donovan Rossa (C) O'Connell Bridge (D) WolfeTone & Famine Memorial (E) Lord Ardilaun (F) Markievicz (G) Ігровий майданчик (H)) Естрада (І) Три долі

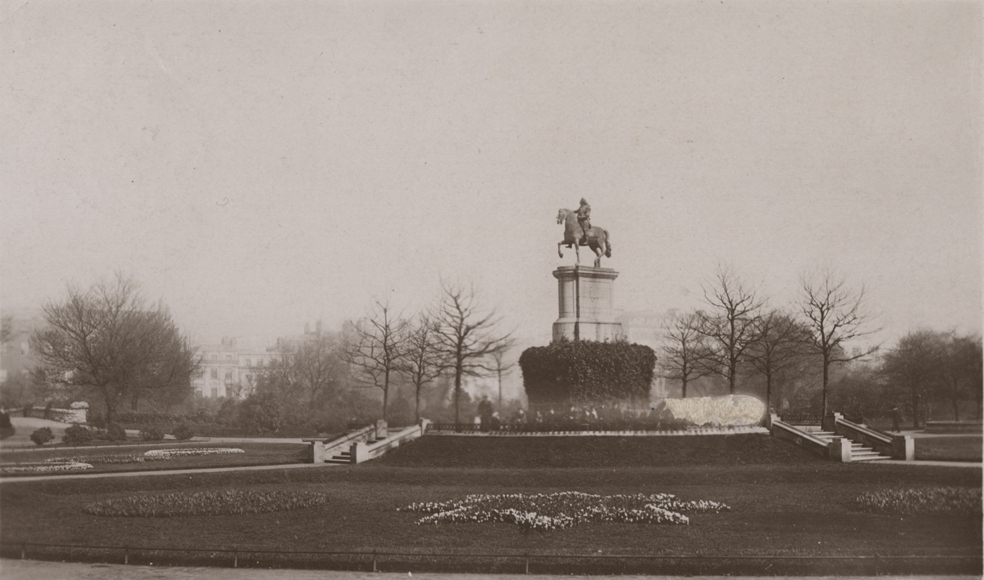
Статуя Георгія II, що стояла з 1758 по 1937 рік

В той час як центральний парк Святого Стефана Грін є одним із трьох стародавніх громад міста, його нинішнє планування багато в чому завдячує реставраціям 19 століття. Професор історії архітектури Крістін Кейсі стверджує, що ця реставрація приховує те, що було б її найбільш вражаючою особливістю для відвідувачів 18-го століття, її великі розміри.  Територія має приблизно прямокутну форму, розміром (приблизно) 550 на 450 метрів.

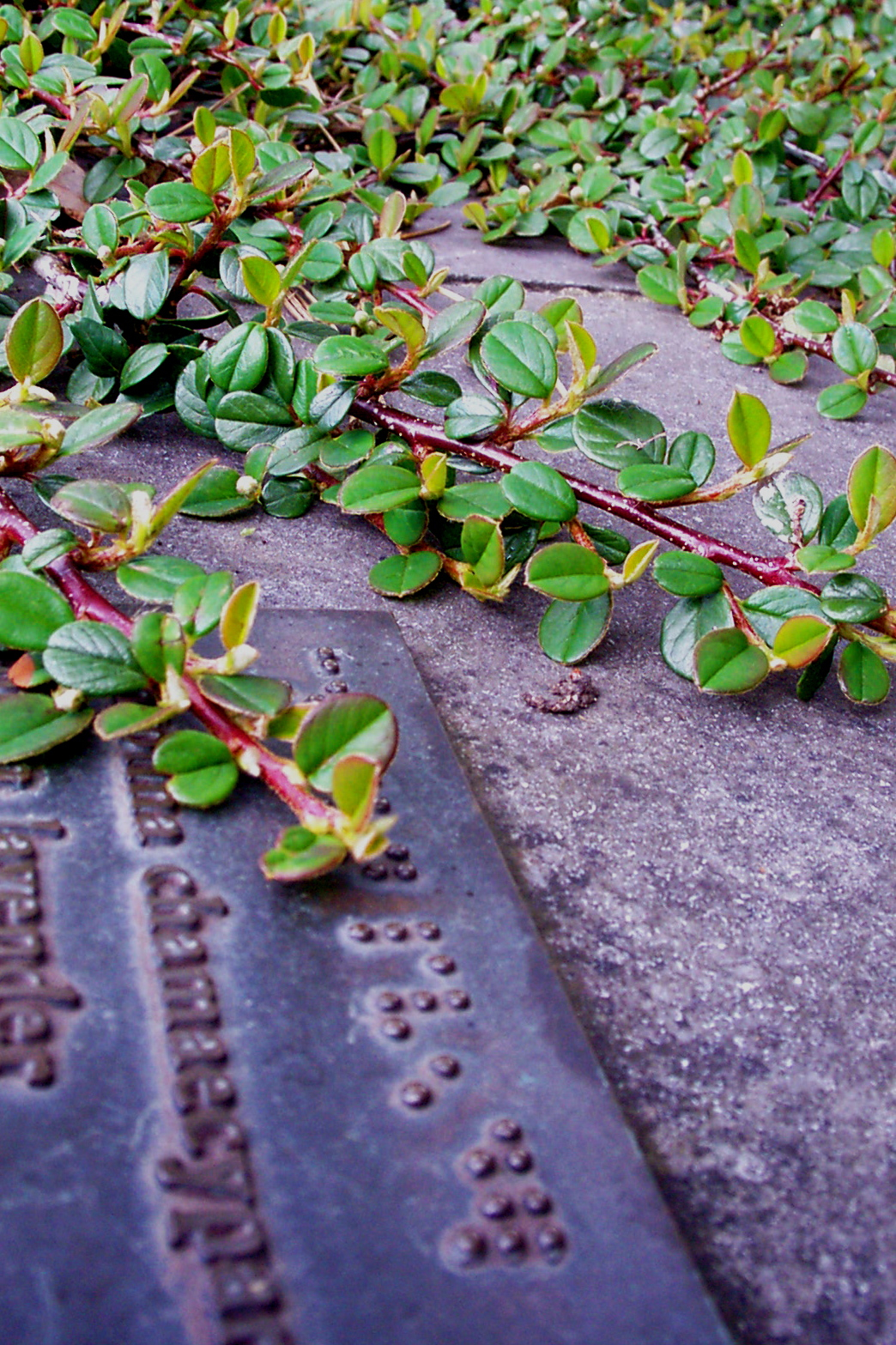
Повідомлення шрифтом Брайля поруч із бавовняною лавандою

## Транспорт
Дублінські автобусні маршрути 7b, 7d, 11, 32x, 37, 41x, 44, 46a, 61, 84x, 145, 155 і 757 мають зупинки зі східної сторони парку.
Зелена лінія трамвайного сполучення Дубліна Luas має зупинку St Stephen's Green на західній стороні парку.
1. ↑  Sraidainmneacha Bhaile Atha Cliath (PDF). Dublin City Council. Архів оригіналу (PDF) за 5 грудня 2014. Процитовано 30 листопада 2014.
2. ↑  Report on St Stephen's Green (PDF). UCD School of Archaeology. Архів оригіналу (PDF) за 5 грудня 2014. Процитовано 14 квітня 2012.
3. ↑  Heritage Ireland: St Stephens Green. www.heritageireland.ie (англ.). Архів оригіналу за 1 грудня 2014. Процитовано 25 вересня 2017.
4. ↑  Roadworks on St Stephen's Green to reverse traffic flow and restrict movement. The Irish Times. 6 червня 2004. Архів оригіналу за 20 травня 2011. Процитовано 30 листопада 2014.
5. ↑  Cultural Heritage, The Office of Public Works (OPW), процитовано 10 квітня 2022
6. ↑  National Inventory of Architectural Heritage. Архів оригіналу за 14 квітня 2021. Процитовано 31 січня 2021.
7. 1 2  Casey, 2005, с. 533.
8. ↑  The 1916 Rising: Personalities and Perspectives – Stephens Green (PDF). National Library of Ireland. Архів оригіналу (PDF) за 6 листопада 2015. Процитовано 30 листопада 2014.
9. ↑  Michael O'Sullivan, Bernard O'Neill: The Shelbourne and its people (Blackwater Press 1999), p.45 ISBN 1-84131-442-0
10. 1 2  Casey, 2005, с. 532.